# Vilvoorde
Vilvoorde (französisch Vilvorde) ist eine Stadt in Belgien (Provinz Flämisch-Brabant, Arrondissement Halle-Vilvoorde).
Die Stadt hat 47.445 Einwohner (Stand 1. Januar 2024) und liegt 10 km nordöstlich von Brüssel an der Senne und am Seekanal Brüssel-Schelde. Etwa 10 % der Bevölkerung sind spanischer und ein etwa gleich großer Teil ist marokkanischer Abstammung, wenngleich vielfach in Belgien geboren.

## Geschichte
An der Stelle des heutigen Vilvoorde siedelten wahrscheinlich schon die Nervier und später die Römer. Erstmals urkundlich bezeugt ist der Ort 779, als König Karl, der spätere Kaiser Karl der Große, in seiner Pfalz Herstal bei Lüttich für das Kloster Chèvremont (im heutigen Chaudfontaine, Agglomeration de Liège) urkundete, zu dessen Gütern auch Filfurdo gehörte Diesen Besitz in Filfurdo bestätigte 844 Kaiser Lothar I. und 897 der König Zwentibold. Aus einer Urkunde Kaiser Ottos I. von 947 geht hervor, dass in villa Fillofort auch eine Kirche erbaut worden ist. Die Verleihung der Stadtrechte erfolgte 1192.

### Ehemaliges Schloss Vilvoorden

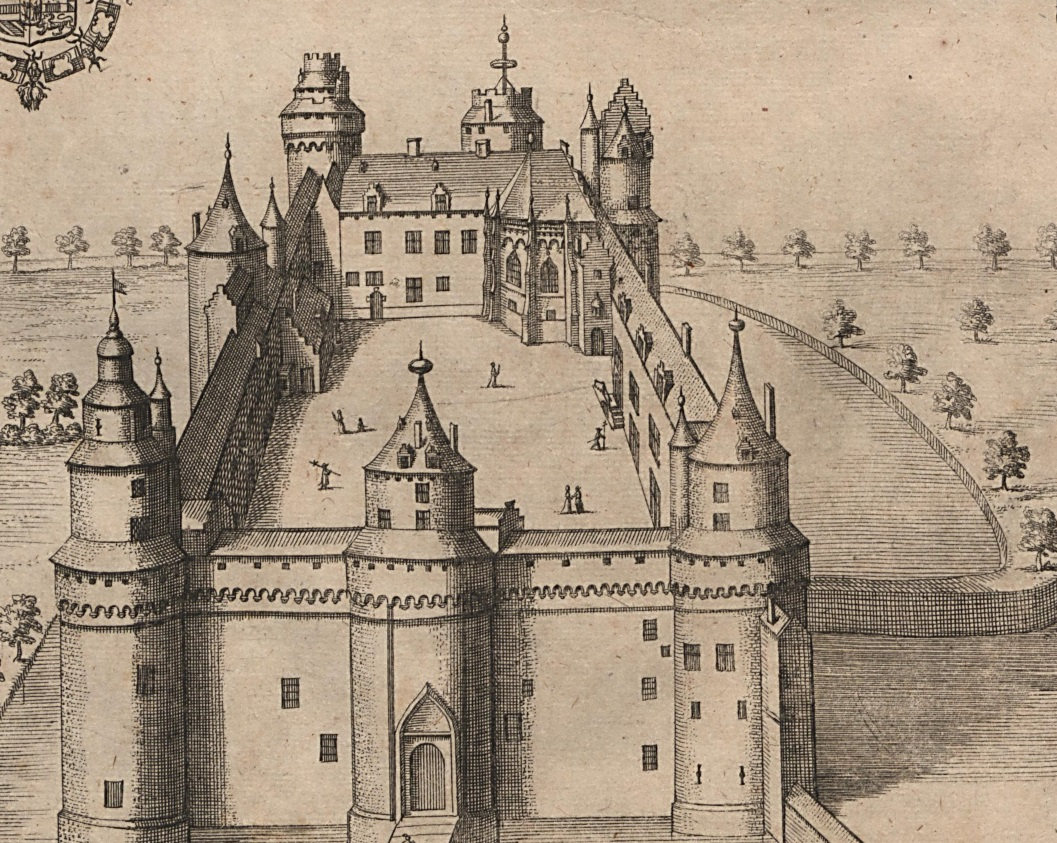
Wasserschloss Vilvoorden von 1659 (Chorographia sacra Brabantiae)

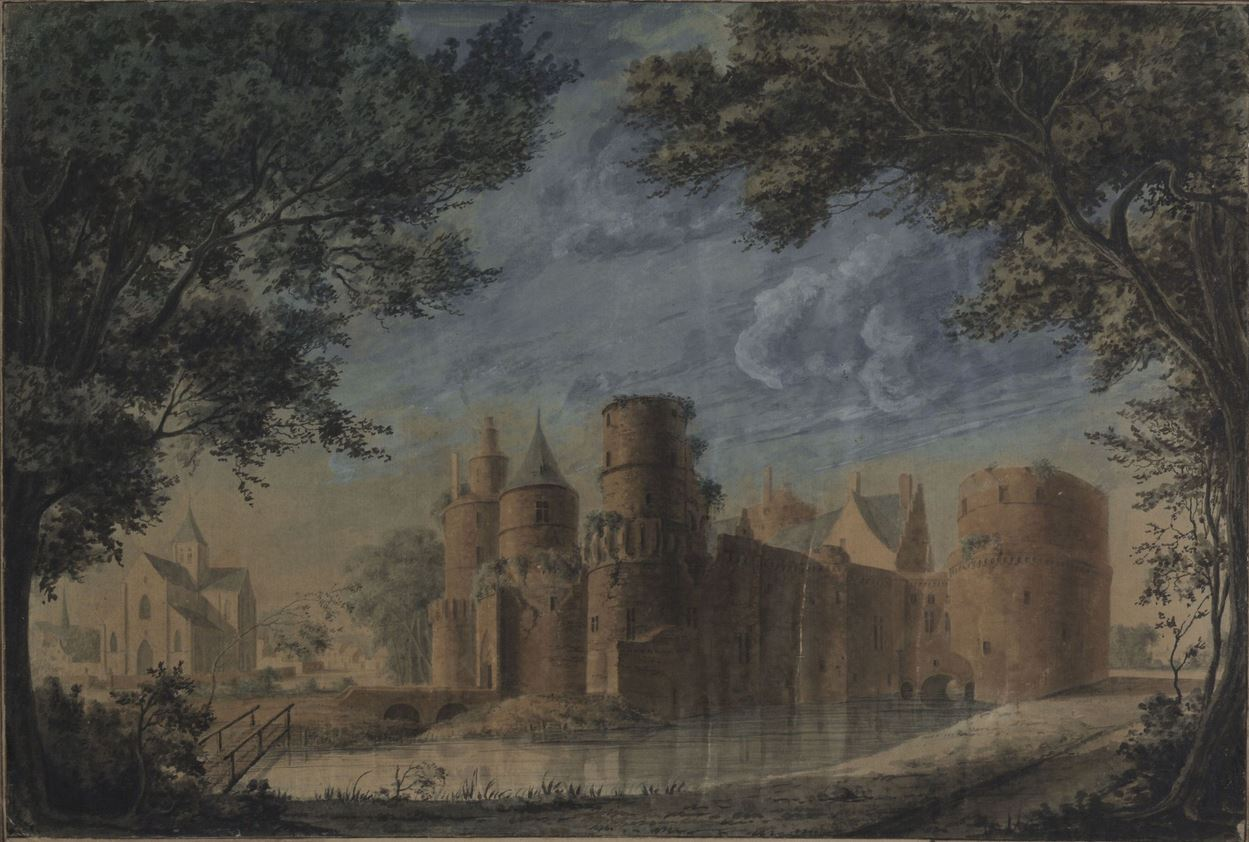
Schloss von 1787

Das Vilvoordener Schloss ging aus einer Wasserburg hervor, die 1375 durch einen Herzog Wenzeslaus errichtet worden sein soll. Es war zuletzt ein Bau der Renaissance. Wie Abbildungen zeigen war es offenbar im späten 18. und frühen 19. Jahrhundert noch als Ruine vorhanden.

## Wirtschaft
Vilvoorde ist eine traditionelle Industriestadt. Allerdings wurde 1997 das Renaultwerk Renault Industrie Belgique, bis dahin wichtigster Arbeitgeber, geschlossen. Der Strukturwandel wurde insbesondere durch die Ansiedlung von Medienunternehmen, zum Beispiel des regionalen Fernsehsenders Ring-TV, vorangebracht.

## Verkehr
Vilvoorde ist verkehrsgünstig gelegen. Durch die Stadt führt die Eisenbahn von Brüssel nach Antwerpen. Sie liegt am Seekanal Brüssel-Schelde sowie an der Ringautobahn Brüssels und an der Autobahn Brüssel – Antwerpen . Die Ringautobahn  überspannt mit einem 2 Kilometer langen Viadukt die Bahn, den Seekanal und das ehemalige Renaultwerk. Der Flughafen Brüssel-Zaventem ist nur wenige Kilometer entfernt. Diese Lage macht die Stadt heute auch für Logistikunternehmen attraktiv. Ein neues Containerterminal verstärkt dies noch.

## Politik

### Stadtrat
- PTB/
PVDA: 3
- Vooruit: 10
- Groen: 1
- TFA: 1
- OpenVLD – CD&V: 14
- MR: 1
- N-VA: 5

Nach der Wahl kam es zu einer Koalition aus OpenVLD – CD&V und NVA. 
 Sie kommen zusammen auf 19 der 35 Sitze.
- PTB/
PVDA: 4
- Vooruit: 24
- Vooruit – Groen (Belgien): 16
- Groen: 5
- DéFI: 6
- TFA: 1
- CD&V: 20
- CD&V – NVA: 9
- Open VLD: 30
- OpenVLD – CD&V: 14
- DéFI – LE – MR: 5
- MR: 1
- N-VA: 15
- VB: 16
- Sonst.: 3

Beim Kartel DéFI-LE-MR ist auch noch UF (Union de Francophones) dabei. 

OpenVLD, Vooruit, CD&V, und Vooruit – Groen (Belgien) kommen auf 90 der 169 Sitze, 85 Sitze wären nötig.
- Open VLD: 30
- Vooruit: 24
- CD&V: 20
- Vooruit – Groen (Belgien): 16
- VB: 16
- N-VA: 15
- OpenVLD – CD&V: 14
- CD&V – NVA: 9
- DéFI: 6
- Groen: 5
- DéFI – LE – MR: 5
- PTB/
PVDA: 4
- Sonst.: 3
- TFA: 1
- MR: 1

## Stadtteile
Zur Gemeinde Vilvoorde gehören folgende Ortsteile:
- Houtem
- Koningslo
- Peutie

## Sehenswürdigkeiten

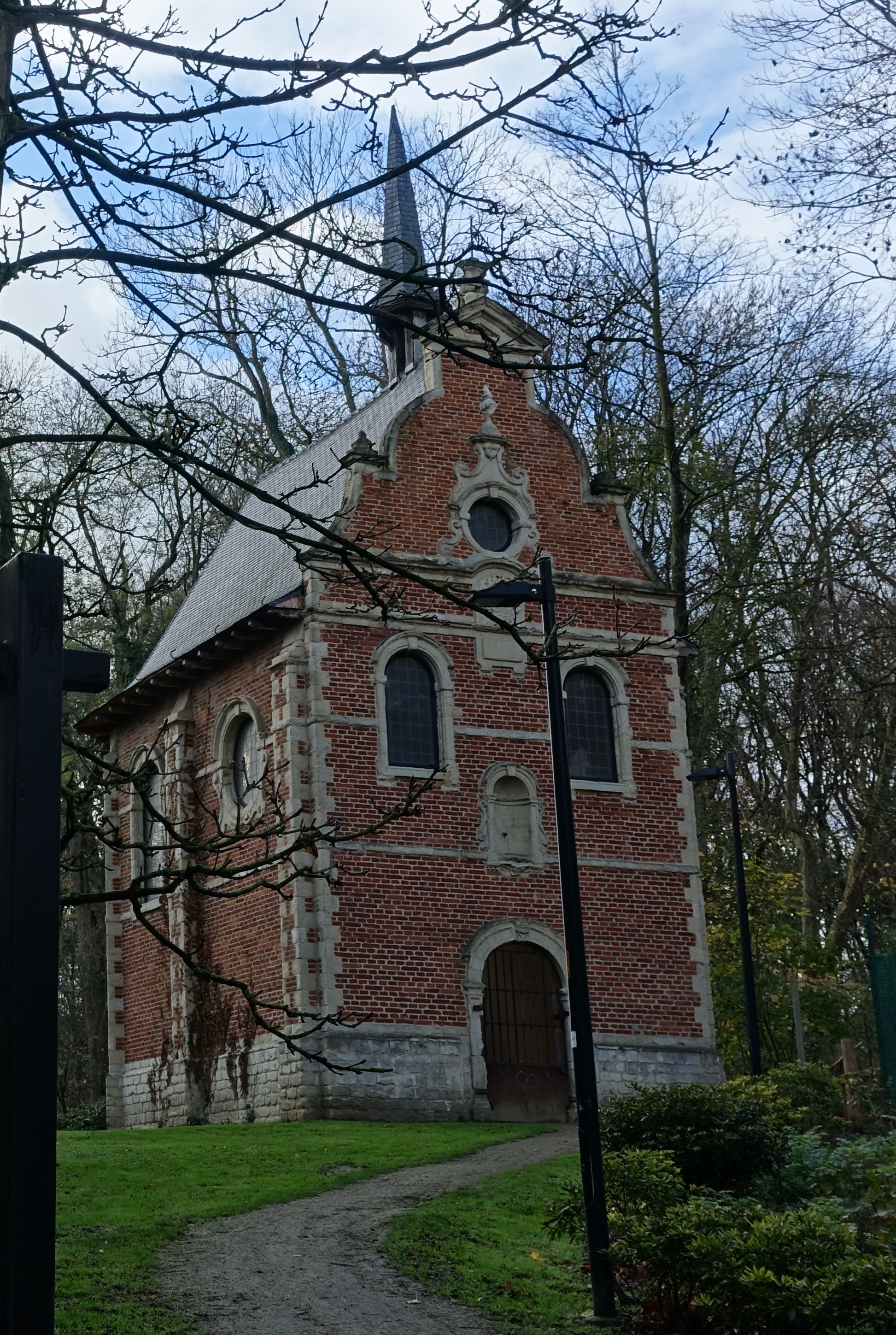
Die Kapelle des Heiligen Lendrik/Landry in Vilvoorde

Die Stadt besitzt mehrere Kirchen, u. a. die im 14. Jahrhundert erbaute Onze-Lieve-Vrouwe-Kerk, deren Chorgestühl von 1663 stammt, sowie die Basilika Maria Trost, die im Barockstil des 17. Jahrhunderts erbaut wurde und an ein Karmeliterkloster grenzt.
Im Parkbereich der Domäne Drie Fonteinen auf der linken Seite des Kanals nördlich des Autobahnrings wurde die barocke Lendrikkapelle wieder aufgebaut. Ursprünglich wurde sie in Ransbeek errichtet, ein Weiler knapp südlich des Autobahnrings in der Teilgemeinde Neder-Over-Heembeek in der Region Brüssel-Hauptstadt. Sie wurde 1669 dem Heiligen Saint Landry de Soignies/Landricus van Zinnik geweiht, ein fränkischer Bischof aus Mons (geboren etwa 637, gestorben um 700). Als der Weiler Ransbeek in den 1930er Jahren dem Bau einer großen Kokerei (der Cokeries de Marly) zum Opfer fiel, konnte das Vilvoorder Gemeinderatsmitglied Daniël Campion erreichen, dass die Kapelle abgetragen und 1933-1934 Stein für Stein wieder aufgebaut wurden, in dem damals ihm gehörigen Park der Domäne Drie Fonteinen. Eine Restaurierung erfolgte 1978.
Der Campus Süd des Allgemeinen Krankenhauses Jan Portaels ist denkmalgeschützt.

## Städtepartnerschaften
Vilvoorde hat internationale Städtepartnerschaften mit:
- Maubeuge (Frankreich)
- Middelburg (Niederlande)
- Ennepetal (Deutschland)
- Penarroya (Spanien)
- Komatsu (Japan)

## Söhne und Töchter der Stadt
- Franciscus Mercurius van Helmont (vor 1614–1699), Sohn von Johan Baptista van Helmont (1580–1644), Universalgelehrter und Diplomat
- Jean-François Portaels (1818–1895), orientalistischer Maler und Kunstpädagoge
- Cyril de Vère (1881–1964), französischer Autorennfahrer
- Marcel Poot (1901–1988), Musiker und Komponist
- Guillaume Driessens (1912–2006), Radrennfahrer und Sportlicher Leiter, geboren in Peutie
- Michel Feron (1923–2014), Skirennläufer
- Rik Poot (1924–2006), Künstler
- Roger De Wulf (1929–2016), Politiker
- Willy Vanden Berghen (1939–2022), Radsportler
- Jean Trappeniers (1942–2016), Fußballtorhüter
- Danny Devos (* 1959), Künstler
- Valérie De Bue (* 1966), Politikerin
- Pascal Duquenne (* 1970), Schauspieler und Behindertensportler
- Ken Leemans (* 1983), Fußballspieler
- Nils Duerinck (* 1984), Sprinter
- Pieter Heemeryck (* 1989), Duathlet und Triathlet
- Maaike Polspoel (* 1989), Radsportlerin
- Amelie Lens (* 1990), Techno-DJ und Model
- Giannelli Imbula (* 1992), belgisch-französischer Fußballspieler
- Alison Van Uytvanck (* 1994), Tennisspielerin
- Noor Vidts (* 1996), Leichtathletin
- John Heymans (* 1998), Langstreckenläufer
- Rayane Bounida (* 2006), Fußballspieler
- Nathan De Cat (* 2008), Fußballspieler

## Andere Persönlichkeiten, die mit Vilvoorde verbunden sind
- Ernst I. von Schönburg (* um 1456, † wohl am 26. Januar 1490 in Schloss Vilvoorden), Landesherr der Schönburgischen Herrschaften, Herr zu Glauchau auf Burg Glauchau[5] (schwere Verwundung von Ernst I. von Schönburg, kaiserlicher Hauptmann der Habsburger, durch eine Kanonenkugel bei der kaiserlichen Belagerung von Schloss Brunburg in Flämisch-Brabant am 14. Januar 1490. Gestorben im nahen Schloss Vilvorden an den Verletzungen. Beigesetzt in der Kathedrale von Antwerpen.)
- William Tyndale (1484–1536), am 6. Oktober 1536 wurde der englische Protestant und Bibelübersetzer unter dem Vorwurf der Ketzerei in Vilvoorde hingerichtet.
- Jan van Batenburg (1495–1538), militanter Täuferführer der Batenburger, wurde in Vilvoorde verurteilt und auf dem Scheiterhaufen verbrannt.
- Johan Baptista van Helmont (1580–1644), Alchimist, Physiologe und Arzt
- Willem Verhulst, (1898–1975), flämischer Nationalist und Kollaborateur, studierte an der Gartenbauschule Vilvoorde
- Jean-Luc Dehaene (1940–2014), belgischer Premierminister (1992–1999) und Bürgermeister von Vilvoorde (2002–2007)